# Parafia św. Stanisława Biskupa w Cisnej

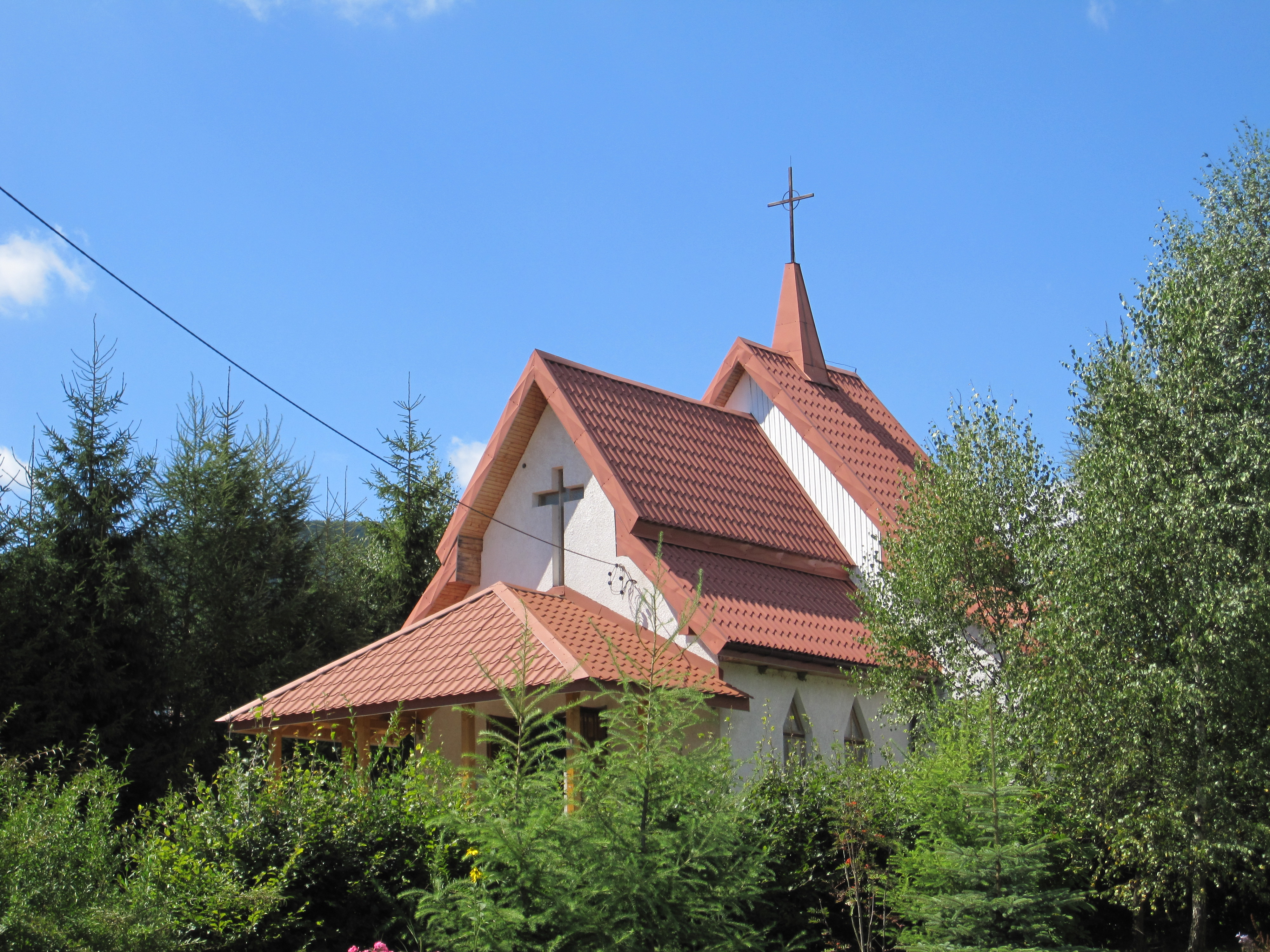
Kościół filialny w Przysłupie

Parafia św. Stanisława Biskupa w Cisnej – parafia rzymskokatolicka znajdująca się w archidiecezji przemyskiej w dekanacie Lesko.

## Historia
Cisna była wzmiankowana już w 1497 roku należąca do dóbr Balów w Hoczwi.
W 1914 roku w Cisnej istniała już kaplica mszalna pw. Matki Bożej Częstochowskiej, do której czasowo dojeżdżali kapłani z Baligrodu. Z powodu zwiększonej liczby wiernych postanowiono zbudować większy kościół. W 1912 roku podjęto decyzję o budowie murowanego kościoła. Budowa trwała z przerwą wojenną do 1922 roku. 26 grudnia 1925 roku ks. Stanisław Bałuk, proboszcz z Baligrodu poświęcił kościół filialny pw. św. Stanisława Biskupa. W 1931 roku zbudowano plebanię, ale w 1932 roku urządzono w nim szkołę. Z powodu dalekiej odległości od parafii proboszcz przyjeżdżał do Cisnej tylko raz w miesiącu. Miejscowi katolicy uczestniczyli także w nabożeństwach w cerkwi. W 1939 roku przez kilka miesięcy przebywał w Cisnej  ks. Józef Chmurowicz. W 1941 roku przybył ks. Ludwik Bartmiński, który w 1944 roku opuścił wiernych przed nadejściem frontu. W czasie wojny kościół był poważnie zniszczony, a liczba ludności wsi zmniejszyła się trzykrotnie.
2 sierpnia 1958 roku dekretem bpa Franciszka Bardy została erygowana ekspozytura, z wydzielonego terytorium parafii w Baligrodzie. W skład parafii weszły miejscowości: Cisna, Dołżyca, Krzywe, Przysłup, Kalnica Górna, Smerek, Wetlina, Łopienka, Habkowce, Jabłonki, Majdan, Liszna, Roztoki Górne, Żubracze. W 1968 roku do kościoła dobudowano drugą zakrystię.
Na terenie parafii jest 960 wiernych (w tym: Cisna – 450, Buk – 33, Dołżyca – 100, Habkowce – 21, Krzywe – 57, Liszna – 110, Majdan – 89, Roztoki Górne i Solinka – 7, Przysłup – 76, Żubracze – 110).

## Proboszczowie
- ks. Mieczysław Zając (ekspozyt) (1958–1960)[6]
- ks. Zbigniew Pastuszak (ekspozyt) (1960–1964)[7]
- ks. Czesław Korczykowski (wikariusz ekonom) (1964–1973)[8]
- ks. Antoni Kołodziej (1973–1978)[7]
- ks. Jan Wołosz (1978–1983)[9]
- ks. Jan Krupiński (1983–1986)[10]
- ks. Stanisław Janusz (1986–1988)[7]
- ks. Roman Guzek (1988–1991)[7]
- ks. Roman Jakieła (1991–1994)[7]
- ks. Krzysztof Mijal (1994–1999)[7]
- ks. Piotr Bartnik (1999–2000)[7]
- ks. Stanisław Misiak (2000–2003)[7]
- ks. Janusz Marszałek (2003–2015)[7]
- ks. Zbigniew Łuc (2015– 2024)[7]
- ks. Grzegorz Rucyk (2024 – )[7]

## Kościół filialny
21 czerwca 1997 roku w Przysłupie abp Józef Michalik poświęcił plac pod budowę kościoła filialnego. 26 lipca 1998 roku abp Józef Michalik poświęcił kościół pw. Wszystkich Świętych.